# Stenozethes ornata
Stenozethes ornata är en fjärilsart som beskrevs av John Henry Leech 1900. Stenozethes ornata ingår i släktet Stenozethes och familjen nattflyn. Inga underarter finns listade i Catalogue of Life.